# Kardos Kálmán
Kardos Kálmán (Kardoss, vaszkai és kardosfalvai, ill. kardosvaszkai, Hidas, 1839. június 5. – Hidas, 1916. június 1.) ügyvéd, főispán, országgyűlési képviselő.

## Élete
Középiskolai tanulmányait a pécsi ciszterci gimnáziumban kezdte, illetve a pesti piaristáknál végezte, jogi tanulmányokat Bécsben és Pesten folytatott.
Baranya vármegye aljegyzője, pécsváradi országgyűlési képviselő a Szabadelvű Párt színeiben (1865–1869), majd mohácsi főszolgabíró (1868–1872). ezt követően mohácsi országgyűlési képviselő (1872–1875), pécsváradi képviselő (1881–1884), kormánybiztos (1884). Pécs és Baranya vármegye főispánja (1887. április 10–1896. december 17.), pécsváradi képviselő (1896–1901), képviselőházi alelnök (1898).
Idős korában hidasi kúriájára vonult vissza.

## Szervezeti tagságai
- A Mecsek Egyesület (első) elnöke

## Elismerései
- aranysarkantyús vitéz (1867)
- Szent István-rend kiskeresztje (1892)
- Porosz Korona Rend II. osztályú rendkeresztje (1893)
- Pécs Város Díszpolgára (1896)
- Schaumburg-Lippe uralkodó herceg házi rendjének középkeresztje (1910)

## További irodalom
- Nagy Imre Gábor: Kardos Kálmán főispán életútja. Pécsi Szemle, 2006. tél, 22-35.

| Elődje: Perczel Miklós | Baranya vármegye főispánja 1887. április 10. – 1896 december 17. | Utódja: br. Fejérváry Imre |

| Elődje: Perczel Miklós | Pécs t.j.v. főispánja 1887. április 10. – 1896 december 17. | Utódja: br. Fejérváry Imre |